# Hindola
Hindola is een geslacht van halfvleugeligen uit de familie Machaerotidae. De wetenschappelijke naam van dit geslacht is voor het eerst geldig gepubliceerd in 1900 door Kirkaldy.

## Soorten
Het geslacht Hindola omvat de volgende soorten:
- Hindola apicalis Maa, 1963
- Hindola borneensis (Baker, 1927)
- Hindola fulva Baker, 1927
- Hindola nitida Baker, 1927
- Hindola pahangana (Lallemand, 1951)
- Hindola prostrata Maa, 1963
- Hindola striata Maa, 1963
- Hindola taiwana (Kato, 1933)
- Hindola tamangana (Lallemand, 1951)
- Hindola tumidula Maa, 1963
- Hindola viridicans (Stål, 1854)